# Heino Maedebach
Heinz Johannes (Heino) Maedebach, auch Mädebach (* 2. Februar 1913 in Leipzig; † 29. Oktober 1983 in Würzburg), war ein deutscher Kunsthistoriker und Museumsdirektor.

## Leben und Wirken
Heino Maedebach besuchte die Wilhelm-Wundt-Oberschule zu Leipzig und ab 1930 das Petri-Realgymnasium bis zum Abitur. 
Anschließend begann er zunächst die Ausbildung zum Gewerbelehrer an der Staatlichen Akademie für graphische Künste und Buchgewerbe in Leipzig. Im Wintersemester 1933/34 studierte er an der Kunstakademie Leipzig, wechselte dann aber zum Studium der Kunstgeschichte an die Technische Hochschule Dresden, wo er 1941 bei Eberhard Hempel promoviert wurde. Von August 1939 bis Mai 1945 war er zum Kriegsdienst eingezogen und wurde im Krieg schwer verletzt. 
Nach dem Zweiten Weltkrieg übernahm er 1945 die Leitung des Stadt- und Bergbaumuseum in Freiberg und organisierte zum Beispiel mehrere Ausstellungen Erzgebirgischer Künstler. Am 1. März 1955 wurde er Direktor der Skulpturensammlung der Staatlichen Museen in Berlin. Im Dezember 1958 flüchtete er aus der DDR. 1960 wurde er Direktor der Kunstsammlungen der Veste Coburg und trat 1978 in den Ruhestand. 1977 rief Maedebach den Coburger Glaspreis als ersten internationalen Wettbewerb für künstlerische Glasgestaltung ins Leben.

## Ehrungen
- Bayerischer Verdienstorden
- Bundesverdienstorden 1. Klasse